# 茱蒂·德夫林
茱蒂·德夫林（英語：Judy Devlin，1935年10月22日—2024年5月6日），婚後改姓哈希曼（Judy Hashman），生於加拿大溫尼伯，美國及英格蘭女子羽毛球運動員，父親為愛爾蘭羽球名宿弗蘭克·德夫林，後隨父移民至美國，曾助美國國家隊奪得第1屆至第3屆優霸盃冠軍，在1960年與英國人迪克·哈希曼（Dick Hashman）結婚後移居英格蘭。她亦曾於全英羽毛球公開賽奪得10次女單及7次女雙冠軍，奪冠數在賽史上排名第三。

## 生平
茱蒂·德夫林七歲時在父親影響下開始接觸羽毛球。1953年，茱蒂與姊姊蘇珊·德夫林一同贏得生涯第一座美國全國羽毛球錦標賽女雙冠軍。此後，她的羽球生涯總計獲得86座國內、外羽球比賽冠軍，其中31座來自美國公開賽和美國全國錦標賽，其他包括德國（8座）、加拿大（7座）、荷蘭（4座）、瑞典（4座）、愛爾蘭（3座）、牙買加（3座）、蘇格蘭（2座），另有17座全英公開賽及2座英格蘭全國羽毛球錦標賽冠軍。她曾經代表美國出戰最初三屆優霸盃，並奪得三次冠軍。移居英格蘭後，她亦曾為英格蘭奪得1972年歐洲羽毛球錦標賽女子雙打及混合團體冠軍。
1997年，她與父親弗蘭克·德夫林一同入選羽毛球世界聯會名人堂。2010年，與姊姊一起入選古徹學院運動員名人堂。
茱蒂·德夫林後居於牛津郡，為當地的聖海倫聖卡瑟琳高中籌辦青少年比賽，也曾於1972年至2003年間在阿賓頓開辦夏季網球課程。
2024年5月6日，茱蒂·德夫林於牛津郡逝世，享年88歲。

## 著作
- Hashman, Judy. . 倫敦: Kay & Ward. 1969. ISBN 9780718208103.
- Hashman, Judy. . 紐約: Arco Pub. Co. 1977. ISBN 9780668042659.
- Hashman, Judy. . 倫敦: Ward Lock. 1979. ISBN 9780706358865.
- Hashman, Judy. . 倫敦: Ward Lock. 1981. ISBN 9780706360912.

## 外部連結
- .   [2018-10-31]. （原始内容存档于2020-09-28）.